# عزيزي عليا (مقاطعة تشرام)
عزيزي عليا (بالفارسية: عزیزی علیا) هي قرية تقع في قسم سرفارياب الريفي (مقاطعة تشرام) في إيران. يقدر عدد سكانها بـ 19 نسمة بحسب إحصاء 2016.